# Матчи сборной Москвы по футболу (1918)
Сезон 1918 года стал 12-м в истории сборной Москвы по футболу.
В нем сборная провела 1 официальный матч (товарищеский междугородний со сборной Петрограда), а также 2 неофициальных.

## Классификация матчей
По установившейся в отечественной футбольной истории традиции официальными принято считать матчи первой сборной с эквивалентным по статусу соперником (сборные городов, а также регионов и республик); матчи с клубами Москвы и других городов составляют отдельную категорию матчей.
Международные матчи также разделяются на две категории: матчи с соперниками топ-уровня (в составах которых выступали футболисты, входящие в национальные сборные либо выступающие в чемпионатах (лигах) высшего соревновательного уровня своих стран — как профессионалы, так и любители) и (начиная с 1920-х годов) международные матчи с так называемыми «рабочими» командами (состоявшими, как правило, из любителей невысокого уровня).

## Статистика сезона
| 1918      |                              |      |
| Н (1)     | Москва — Орехово-Зуево       | 10:2 |
| МГ 15     | Москва — Петроград           | 9:1  |
| Н (2)     | Москва — «Замоскворецкий» КС | 3:2  |
| Итого     |                              |      |
| И В Н П М |                              |      |
| 1 0 9−1   |                              |      |
| 2 0 13−4  |                              |      |

## Официальные матчи

### 40. Москва — Петроград — 9:1
Междугородний товарищеский матч 15 (отчет).
Разгромный счёт в матче объясняется тем, что перед игрой сборная Петрограда потеряла из-за болезни основного вратаря Александра Полежаева. На помощь петроградцам пришел К.Китман, бывший в то время в Москве проездом и из афиши узнавший о матче, но не имевший долгое время игровой практики.
| Москва                                                       | 9:1 (3:0) | Петроград  |
| ------------------------------------------------------------ | --------- | ---------- |
| - Денисов 9′ - Канунников (2)′ (3)′ - Шапошников - Перницкий |           | - Н.Гостев |

| Игрок               | Клуб                |                       | Вышел на замену | Гол  |
| ------------------- | ------------------- | --------------------- | --------------- | ---- |
| Шимкунас, Франц     | «Мамонтовка»        | Серебряный гол        | 1               | (-1) |
|                     |                     |                       |                 |      |
| Потапов, В.         | «Мамонтовка»        |                       | 2               |      |
| Исаев, Михаил       | ОЛЛС                |                       | 1               |      |
|                     |                     |                       |                 |      |
| Мастеров, Николай   | «Мамонтовка»        |                       | 2               |      |
| Блинков, Константин | «Замоскворецкий» КС |                       | 1               |      |
| Романов, Михаил     | «Замоскворецкий» КС |                       | 13              | 1    |
|                     |                     |                       |                 |      |
| Перницкий, Вячеслав | КС «Орехово»        | Гол                   | 2               | 1    |
| Троицкий, Николай   | «Новогиреево»       |                       | 2               |      |
| Денисов, Михаил     | КФ «Сокольники»     | Гол · Гол · Гол       | 3               | 3    |
| Канунников, Павел   | «Новогиреево»       | Гол · Гол · Гол · Гол | 3               | 5    |
| Шапошников, Алексей | КС «Орехово»        | Гол                   | 2               | 1    |

| Петроград   |     |
| ----------- | --- |
| Китман      |     |
|             |     |
| Г.Гостев    |     |
| Скобелев    |     |
|             |     |
| Г.Филиппов  |     |
| Батырев     |     |
| Москалев    |     |
|             |     |
| Антипов     |     |
| Варфоломеев |     |
| Г.Иванов    |     |
| Д.Киселев   |     |
| Н.Гостев    | Гол |

## Неофициальные матчи
1. Товарищеский матч.
| Москва                                      | 10:2 | Орехово-Зуево   |
| ------------------------------------------- | ---- | --------------- |
| - Канунников 1:0′ 3:2′ 4:2′ - Вик.Прокофьев |      | - 1:1′ Лагуткин |

| Москва: В.Лапшин (СКЗ-II) – Канаев («Новогиреево»-II), Шмидт (ОЛЛС) – Филимонов (СКЗ-II), Селин (СКЗ), Малахов (КФС) – Вик.Прокофьев (ЗКС-II), Н.Троицкий («Новогиреево»), Цыпленков («Новогиреево»), Канунников («Новогиреево»), Жибоедов (ОЛЛС) Орехово-Зуево: Чугунов – Голубев, Осипов – Маныкин, Кузьмин, Степанов – Потапов, Лагуткин, Соколов, Добров, Панкратов |

2. Традиционный матч «чемпион — сборная турнира» Чемпионата Москвы 1918 (осень).
| Москва                               | 3:2 | «Замоскворецкий» КС          |
| ------------------------------------ | --- | ---------------------------- |
| - Мартынов 1:0′ 3:2′ - Жибоедов 2:2′ |     | - 1:1′ Шурупов - 1:2′ Исаков |

| Москва: Н.Соколов (СКЗ) – Бочаров (СКЗ), Шмидт (ОЛЛС) – В.Ратов (СКЛ), Селин (СКЗ), Малахов (КФС) – Выборнов (СКЗ), В.Григорьев (ОЛЛС), М.Денисов (КФС), М.Мартынов (СКЛ), Жибоедов (ОЛЛС) «Замоскворецкий» КС: Н.Лавров - Розенберг, С.Сысоев - П.Лавров, К.Блинков, М.Романов - Малюков, Шурупов, Исаков, В.Блинков, Яковлев |